# 内山勇士
内山 勇士（うちやま ゆうじ、1980年10月14日- ）は、日本のアニメーション監督、脚本家、クリエーターである。別名義はウチヤマユウジ。

## 人物
1980年、東京で生まれる。フォトグラファーの内山慎吾は双子の兄。誕生日は10月14日（劇場版パンフより）｡大学時代から短編のアニメーションを自主制作する。2005年、東京工芸大学映像学科助手の時代に「アルツハイム」を制作したのがきっかけでプロデビューを果たす。以降一貫してシュールでかなり緩い作風のアニメーションを得意とし、2009年にはTOHOシネマズよりシュールでありながらどこか下町情緒と微妙な懐かしさもあるショートアニメ「紙兎ロペ」を発表し、2011年には長編アニメ映画やCSのTV番組、2012年にフジテレビの『めざましテレビ』にも登場し、作品に対しては妥協せずこだわりを持ってやっているとの事で、内山自ら監督、キャラクターデザイン、脚本、主要キャラクターの声までやる（一部のキャラを除いては）自作自演型だったが、2013年に諸事情によりプロジェクトから降板し、以降「野良スコ」の製作に取り掛かり109シネマズにて上映され、テレビ朝日のMusicるTV内でも放映された。。

### 交友エピソード
交友関係ではLiLiCo（サウスパークの声優として有名）ととても仲が良く、姉のように慕っているという。プライベートでも親交が深い。また2017年度の「立石フェスタ」でポスターを担当した。2017年の9月5日放送のTBSテレビの『友だち+プラス』の「超ディープ「東京グルメ人脈」SP」でLiLiCoが立石飲み屋人脈としてハシゴした際に合流。呑み仲間として共演し、とある居酒屋でなぎら健壱との初対面も果たした。　また同番組に出た際に、会話の中で立石フェスタのポスターに、『野良スコ』の面々に紛れて、後ろの方で謎の肌の色が浅黒い女性が描かれていて、それがLiLiCoである事が発覚したという。その事をLiLiCoに問われて内山が若干タジタジになった様子が映し出されたという。

### したコメ
内山はしたまちコメディ映画祭in台東との縁もあり、2012年度の「第5回したまちコメディ映画祭in台東」には、ファミリー企画部門でアニメ映画「ラスイチ」を出展し、同、舞台挨拶で、共同監督である青池良輔監督（共同脚本家でもある）と共演者のLiLiCo（声優）とロペとアキラ先輩の着ぐるみたちと共にステージに立った。
なお、2016年度の「第9回したまちコメディ映画祭in台東」にはポスターも担当した。また2017年の第10回の『したコメ』で、「野良スコ」のマナーCMの『したコメ』バージョンも公開された。

## 主な作品
- アルツハイム（完全自主自演型）

シュールでブラックユーモア満載の作品。おとぎ話のパロディから日常までオムニバスで描く。とにかく商業的縛りが無い分、内容はかなり不条理でモラルを嘲るようなブラックで毒々しい展開と訳のわからないオチなどコアなマニアが多い作品。現在ではDVDも発売されている。
- 紙兎ロペ（アニメーション制作:KITERETSU 制作協力:ROBOT 東宝）

ウチヤマユウジ（当時、内山勇士）を一躍有名にした作品であり、ウチヤマ初の本格的なコマーシャルな動物アニメ（設定は紙動物だが）でもあり、初期の頃から商業的コラボにも結構積極的であった。当初はTOHOシネマズとROBOTによるGiftMovieプロジェクトの第1弾として登場し、やがて映画や、CS放送のminiロペを得て「めざましテレビ」のコーナーアニメとして地上波に進出した。下町（葛飾中心に）を舞台に、高校生の牡兎のロペと同じく高校生で学年一つ上の先輩の牡シマリスのアキラ先輩とのコンビネーションのちょっとシュールな日常の会話劇で人気を博した。しかし、2013年5月にすべての制作から撤退していたことをTwitter上で発表した。
- 野良スコ（アニメーション制作協力:フリュー、バップ）

「109シネマズ」劇場マナーCMとして登場し、幕間上映として新作も上映していた。また地上波のTV番組にも登場し、「musicる TV」内で期間限定で放送された。下町（葛飾中心）を舞台に自由気ままに過ごすその日暮らしの牡の野良ネコのコタローが繰り広げるシュールな日常系。コタローと近所の人間達とのシュールなやり取りと時にシニカルな展開があり、一切人間が登場しない紙兎ロペとは違い人間が多く登場する。

### TVアニメーション
- ざんねんないきもの事典　2018年8月6日～10日、8月13日～17日NHK－Eテレで制作にウチヤマもオムニバスで参加[14]。夏の期間限定である。2022年公開の劇場版にも監督・脚本としてオムニバスで参加した[15]。

## 企業向けPR動画

### サイボウズコラボ
2017年8月にサイボウズの『働き方改革、楽しくないのはなぜだろう』をテーマに、ワークスタイルアニメシリーズとして「アリキリ」を発表した。虫の世界を通して、サラリーマンのアリとキリギリスのキャラクターを用いて、働き方改革についてはもちろん『男女共同参画社会』に対しても若干一石を投じる内容でもある。なお、タイトルは『アリキリ』であってもイソップ童話の「アリとキリギリス」とは基本的には無関係である。

#### 内容
登場人物ならぬ擬人化した虫達の『働き方改革』についての本音を語る。サラリーマンで営業担当のキリギリスの井上さんと同じくサラリーマンの蟻の後藤さんを中心に後藤さんのボスであり、蟻社会のドンでもある女王蟻と同じサラリーマンで子持ちでイクメンをやってるモンシロチョウ（名前不明）と蝉の木下さん等の本音と悩み等を語る。いずれのキャラクターも全て内山が一人で演じ分けている。内山らしい相変わらずの緩い作風と雰囲気を残しつつも、会話の中に現実の厳しさをユーモア（緩いやり取り）を交えつつ描く。女王蟻はボイスチェンジャーを用いている。
- 第一話『残業編』キリギリスとアリ
- 第二話『女性活動編』女王蟻
- 第三話『イクメン編』モンシロチョウとセミ
- 第四話『複（副）業編』ホタル編､アリ地獄編

なお、2017年9月13日、日本経済新聞一面広告に掲載され、更に2017年9月4日から随時、東京の駅（JR東日本の山手線、新宿、品川、秋葉原、一部東京メトロ及び、中央線・京浜東北線・京葉線・埼京線・横浜線・南武線・常磐線各駅停車）にて大々的にキャンペーンが行われた 。

## TV出演
- NHKワールド「imagine-nation」  creator's interviewの回[18]　（NHK）2017年6月27日インタビュー出演。[19]。（海外向け番組）
- テッペン!『友だち＋プラス』超ディープ「東京グルメ人脈」SP（TBS）2017年9月5日｡